# Кшевина, Якуб
Я́куб Кшеви́на (пол. Jakub Krzewina; род. 10 октября 1989, Крушвица, Куявско-Поморское воеводство, Польша) — польский легкоатлет, специализирующийся в беге на 400 метров. Призёр чемпионатов Европы в эстафете 4×400 метров. Двукратный чемпион Польши. Участник летних Олимпийских игр 2016 года.

## Биография
Вырос в неблагополучном районе небольшого города Крушвица. В юности занимался футболом, играл на позиции полузащитника, где был заметен благодаря очень высокой скорости передвижений. В то же время многие отмечали чрезмерную худобу Якуба. В лёгкой атлетике оказался в 17 лет благодаря тренеру Анджею Лузаку, хотя поначалу не испытывал ни малейшего желания бегать. Уговорами его сначала удалось убедить заниматься один раз в неделю, потом два, пока, наконец, он не стал ходить регулярно.
В 2007 году уже был в составе сборной Польши на юниорском чемпионате Европы. В эстафете 4×400 метров он помог команде финишировать на первом месте, однако позднее их четвёрка была дисквалифицирована. Спустя 2 года стал победителем чемпионата Европы среди молодёжи в эстафете.
Впервые в карьере стал чемпионом Польши в 2012 году, выиграв зимой бег на 400 метров с личным рекордом 46,92. Однако из-за неудачного летнего сезона не попал в команду на Олимпийские игры в Лондоне.
Долгое время страдал из-за различных травм, в том числе мышц брюшного пресса, задней поверхности бедра. Однако главная проблема была с позвоночником, и её корень крылся в худощавом телосложении Якуба. Прежде, чем удалось нарастить мышцы и укрепить спину, прошло около 3 лет.
Прорыв в результатах произошёл в 2014 году, когда он пробежал 400 метров за 45,11. Это время стало третьим в истории Польши и превысило его прежний лучший результат почти на 1,5 секунды. Вслед за этим успехом занял четвёртое место на чемпионате Европы в личном виде и стал серебряным призёром в эстафете.
Регулярно участвовал и в других международных турнирах за сборную Польши. В активе Кшевины — серебро чемпионата Европы в помещении 2015 года (3.02,97 — национальный рекорд) и медаль аналогичного достоинства с летнего континентального первенства—2016 в эстафете. На Олимпийских играх в Рио-де-Жанейро в этом виде программы польский квартет с Якубом в составе занял седьмое место в финале.
Тренируется в клубе WKS Śląsk Wrocław под руководством известного тренера Юзефа Лисовского.
Активно поддерживает футбольные команды Краковия и Лех, участвует в фанатском движении.
Является военнослужащим Вооружённых сил Польши (звание — рядовой).

## Основные результаты
| Год  | Турнир                          | Место проведения         | Дисциплина       | Место       | Результат |
| ---- | ------------------------------- | ------------------------ | ---------------- | ----------- | --------- |
| 2007 | Чемпионат Европы среди юниоров  | Хенгело, Нидерланды      | эстафета 4×400 м | —           | DQ        |
| 2008 | Чемпионат мира среди юниоров    | Быдгощ, Польша           | 400 м            | 26-е (заб.) | 47,97     |
| 2008 | Чемпионат мира среди юниоров    | Быдгощ, Польша           | эстафета 4×400 м | 5-е         | 3.08,65   |
| 2009 | Чемпионат Европы среди молодёжи | Каунас, Литва            | эстафета 4×400 м | 1-е         | 3.03,74   |
| 2011 | Чемпионат Европы среди молодёжи | Острава, Чехия           | эстафета 4×400 м | 2-е         | 3.03,62   |
| 2011 | Чемпионат мира                  | Тэгу, Южная Корея        | эстафета 4×400 м | 11-е (заб.) | 3.01,84   |
| 2012 | Чемпионат мира в помещении      | Стамбул, Турция          | эстафета 4×400 м | 6-е         | 3.11,86   |
| 2014 | Чемпионат мира в помещении      | Сопот, Польша            | эстафета 4×400 м | 4-е         | 3.04,39   |
| 2014 | Чемпионат Европы                | Цюрих, Швейцария         | 400 м            | 4-е         | 45,52     |
| 2014 | Чемпионат Европы                | Цюрих, Швейцария         | эстафета 4×400 м | 2-е         | 2.59,85   |
| 2014 | Континентальный кубок IAAF      | Марракеш, Марокко        | эстафета 4×400 м | 2-е         | 3.00,10   |
| 2015 | Чемпионат Европы в помещении    | Прага, Чехия             | эстафета 4×400 м | 2-е         | 3.02,97   |
| 2015 | Чемпионат мира                  | Пекин, Китай             | эстафета 4×400 м | 11-е (заб.) | 3.00,72   |
| 2016 | Чемпионат Европы                | Амстердам, Нидерланды    | 400 м            | 21-е (1/2)  | 46,50     |
| 2016 | Чемпионат Европы                | Амстердам, Нидерланды    | эстафета 4×400 м | 2-е         | 3.01,18   |
| 2016 | Олимпийские игры                | Рио-де-Жанейро, Бразилия | эстафета 4×400 м | 7-е         | 3.00,50   |